# ترینگ
longitudeترینگlatitudeترینگ
ترینگ (به انگلیسی: Tring) یک منطقهٔ مسکونی در انگلستان است که در شرق انگلستان واقع شده‌است.

## خصوصیات
ترینگ ۳۶٫۲۱ کیلومترمربع مساحت و ۱۱٬۶۳۵ نفر جمعیت دارد.

## نگارخانه

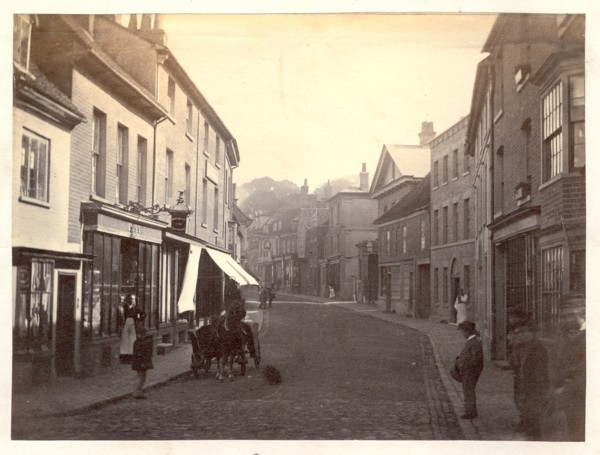
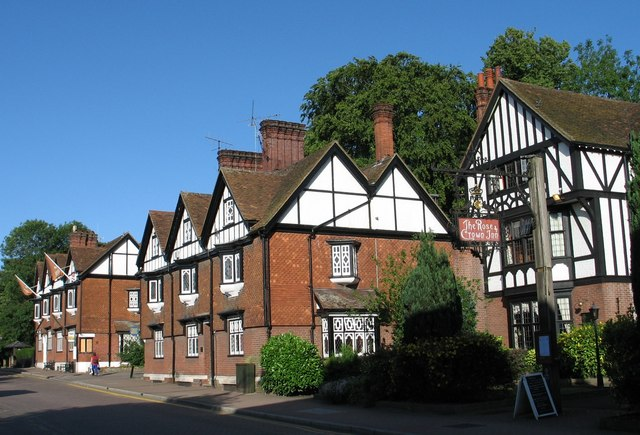
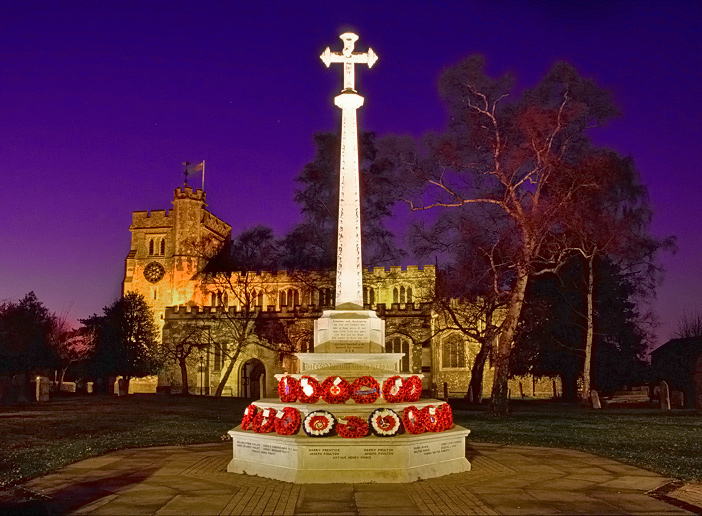
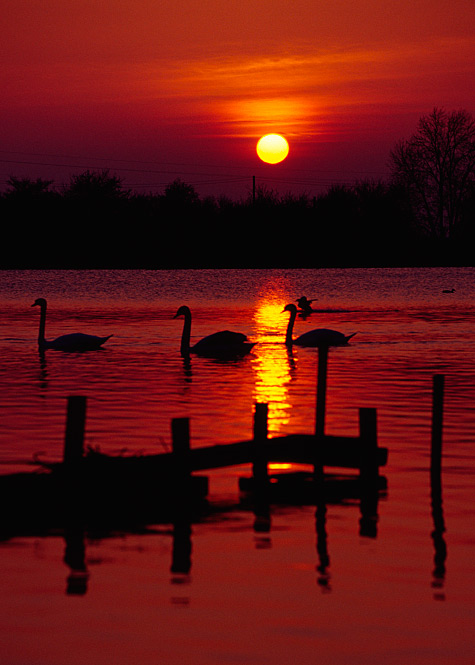
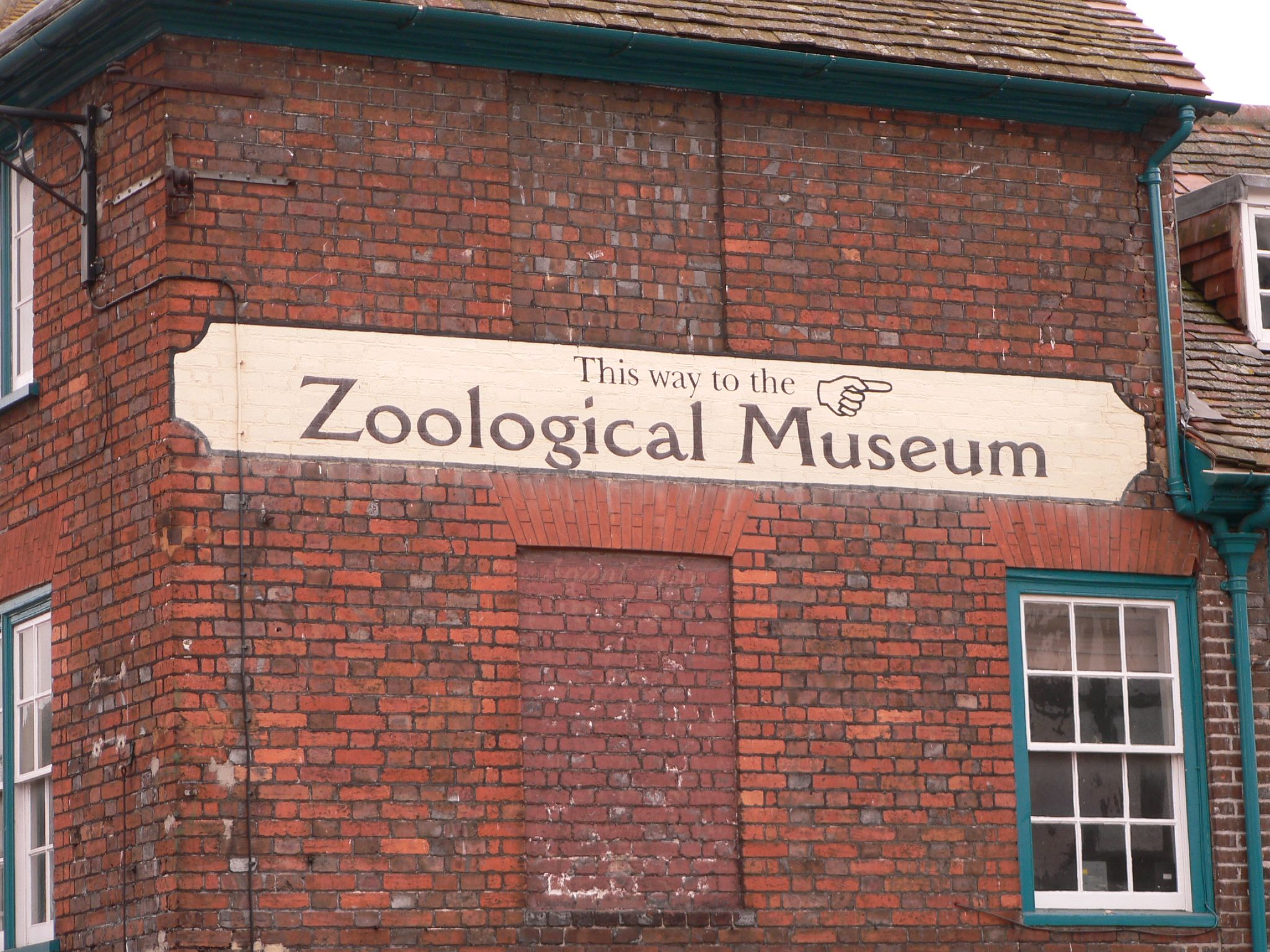
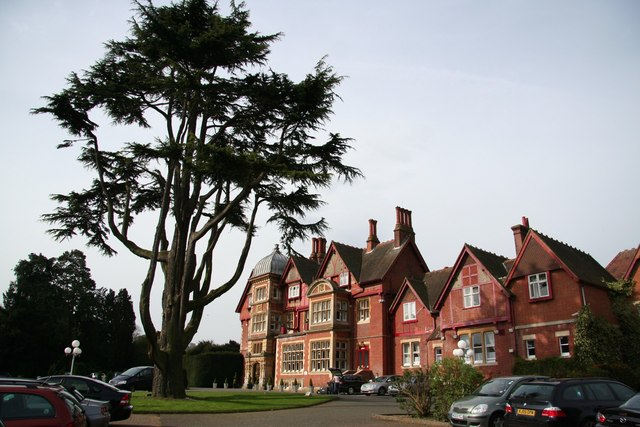
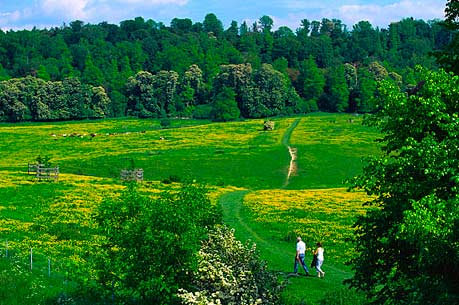